# گرگوار لوفور
گرگوار لوفور (انگلیسی: Grégoire Lefebvre؛ زادهٔ ۱۳ مهٔ ۱۹۹۴) بازیکن فوتبال اهل فرانسه است.
از باشگاه‌هایی که در آن بازی کرده‌است می‌توان به باشگاه فوتبال اوسر اشاره کرد.